# Charleroi metró
Charleroi metró (francia nyelven: Métro léger de Charleroi) Belgium Charleroi városában található premetró vagy light rail hálózat. Összesen 4 vonalból áll, a hálózat teljes hossza 33 km. Jelenlegi üzemeltetője a TEC Charleroi.
A vágányok 1000 mm-es nyomtávolságúak, az áramellátás felsővezetékről történik, a feszültség 600 V egyenáram. Éves utasforgalma 3 200 000 fő (2007).

## Története
A városban már korábban is működött kötöttpályás tömegközlekedés, de először még gőzüzemmel, majd mint hagyományos villamos. Végül a hálózatot modern üzemmé alakították át. A forgalom 1976. június 21. indult el a megújult hálózaton.
A Métro Léger de Charleroi a működő részek mellett a tervezett, de soha el nem készült, a félig kész és az elkészült, de forgalomnak soha át nem adott részeiről is hírhedt. Az 1980-as években még összesen 48 km-es hálózatot terveztek, amely vasúti síneken futó nyolc szárnyvonal alkotott volna, ezek a belvárosban, a központi csomóponton találkoztak volna. Ehhez képest csak egy vonal készült el (Petria irányába), egy vonalat félig elkészítettek (Gilly irányába) és a központi szakasz 3/4-ét is megépítették, mindezt 1976 és 1996. között. Egy másik szárnyvonal Châtelet (Châtelineau) irányába is majdnem megépült, már az elektromos vezetékeket, a jelzőkészülékeket és az állomások mozgólépcsőit is felszerelték, de végül soha nem adták át - az indoklás szerint az utaslétszám túl alacsony lett volna.